# Dziesięciornice
Dziesięciornice (Decapodiformes) – nadrząd głowonogów z podgromady płaszczoobrosłych (Coleoidea) obejmujący mątwy, mątewki i kałamarnice (kalmary) – zwierzęta bardzo zróżnicowane pod względem wielkości, kształtów i zajmowanych siedlisk. Znanych jest około 450 gatunków. Niektóre (np. strzalikowate, kalmarowate i mątwowate) są poławiane gospodarczo.

## Występowanie
Zasiedlają wszystkie oceany i morza pełnosłone całego świata. Występują w wodach płytkich, w toni wodnej oraz w głębinach. 

## Budowa ciała

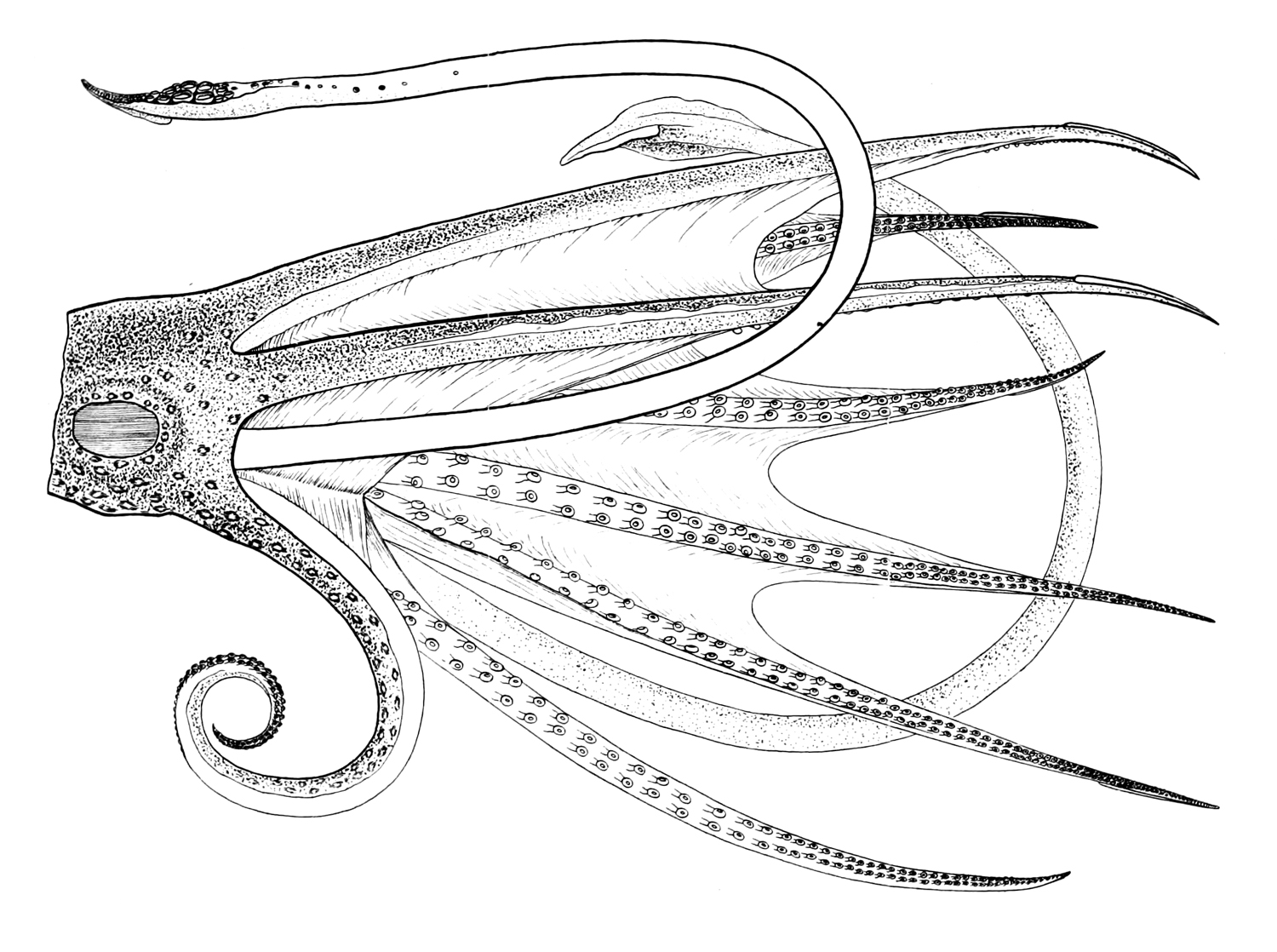
Ramiona Histioteuthis bonnellii

Zwierzęta te mają wydłużone, torpedowate ciało z dziesięcioma ramionami, z czego osiem jest równej długości, a dwa ramiona (IV para) są zmodyfikowane, zwykle dłuższe – albo krótsze i muskularne, lecz z możliwością szybkiego wydłużenia. Zasadnicze ramiona są niewciągalne, na całej długości pokryte przyssawkami. Ramiona zmodyfikowane są chwytne, mogą być wciągnięte do pochewek, a przyssawki znajdują się tylko na ich końcach. Przyssawki dziesięciornic są zakończone konchiolinowymi pierścieniami hakowato zakończonymi. 
Głowonogi z tej grupy mają wewnętrzną muszlę, która pokryta jest płaszczem i stanowi wapienny szkielet wewnętrzny. Na worku trzewiowym znajdują się płetwy. U wielu gatunków, zwłaszcza głębinowych, występują fotofory. Rozmiary dziesięciornic są bardzo zróżnicowane. Długość płaszcza u Idiosepius wynosi 8 mm, a u największych przedstawicieli rodziny Architeuthidae – ok. 2 m, przy 18 m długości całkowitej. Masa ciała Mesonychoteuthis hamiltoni – jednego z największych znanych mięczaków – dochodzi do 500 kg. 

## Tryb życia
Dziesięciornice są dobrymi pływakami. Płetwy są wykorzystywane przy powolnym pływaniu. Szybkie ruchy w dowolnym kierunku umożliwia im wyrzucanie wody przez lejek z jamy płaszczowej. Niektóre zagrzebują się w miękkim podłożu, inne pływają aktywnie, czasem na duże odległości. Niektóre wyskakują ponad powierzchnię wody. Są drapieżne.

## Systematyka
Do dziesięciornic tradycyjnie zaliczane są mątwy, mątewki i kałamarnice (kalmary). Ich klasyfikacja nie została jednoznacznie ustalona. Jeden z proponowanych podziałów wyróżnia następujące rzędy:
- Myopsida
- Oegopsida
- Sepiida
- Sepiolida
- Spirulida

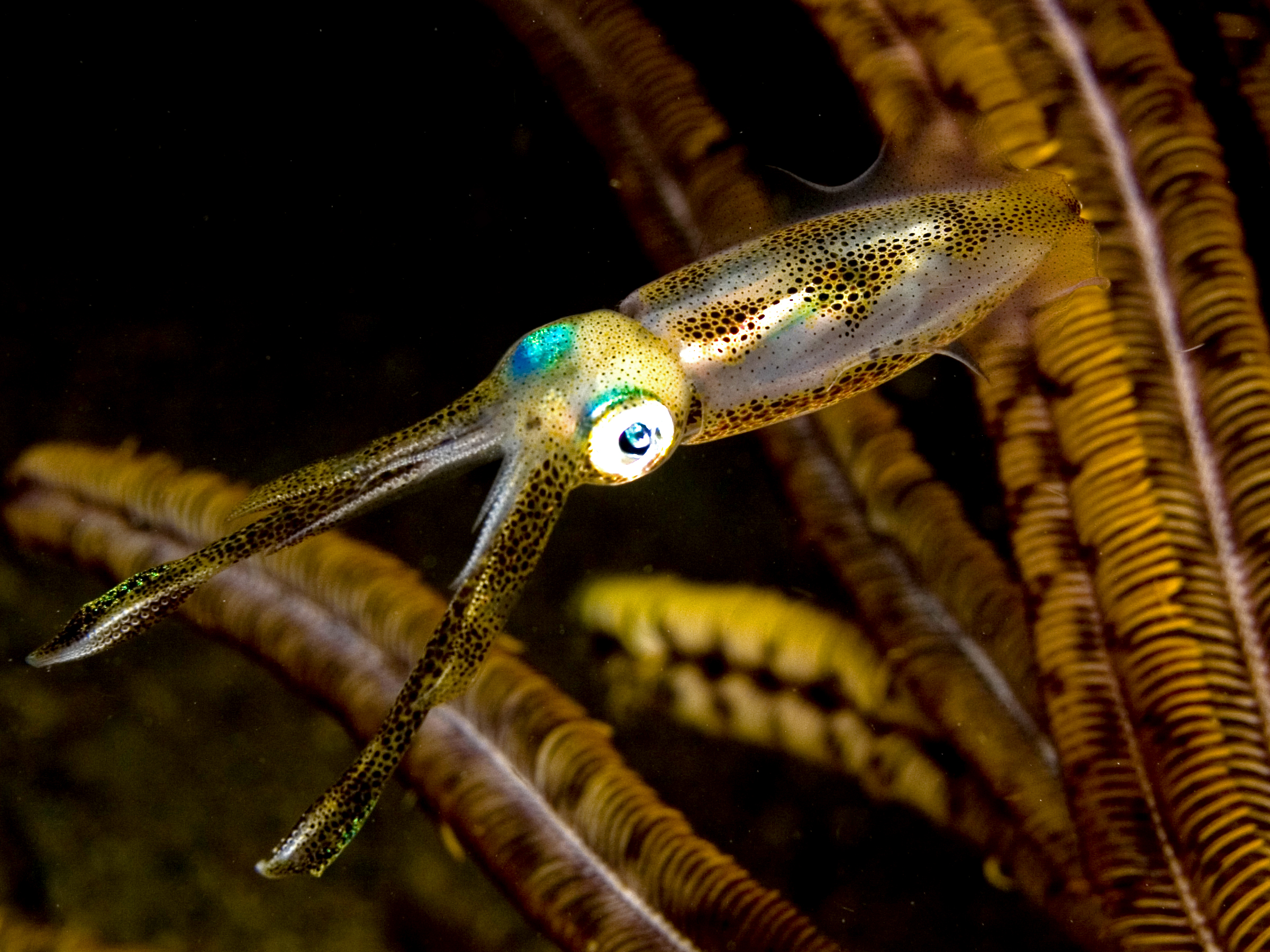
Sepioteuthis lessoniana

Myopsida i Oegopsida są tradycyjnie uznawane za podrzędy w obrębie rzędu Teuthida – kałamarnice (kalmary), natomiast mątwy (Sepioida) obejmują rzędy Sepiida i Sepiolida.
Formy kopalne: Belosaepia, Spirulirostra.